# Gran Premio Germenica
El Gran Premio Germenica es una carrera de ciclismo en ruta de un día que se celebra en el mes de julio en Turquía. 
La primera edición se corrió en 2021 como parte del UCI Europe Tour y fue ganada por el ciclista panameño Christofer Jurado.

## Palmarés
| Año  | Ganador           | Segundo               | Tercero      |
| ---- | ----------------- | --------------------- | ------------ |
| 2021 | Christofer Jurado | Jambaljamts Sainbayar | Yauhen Sobal |

## Palmarés por países
| País   | Victorias |
| ------ | --------- |
| Panamá | 1         |